# We Blame the Empire
We Blame the Empire ist eine vierköpfige Metalcore-Band aus Vöcklabruck, Oberösterreich.

## Geschichte
Gegründet wurde We Blame the Empire im Jahr 2014 in Vöcklabruck in Oberösterreich. Bis auf Shouter Sebastian Penninger spielten Gitarrist Moritz Osterer, Bassist Dominik Bucar und Schlagzeuger Lukas Prielinger gemeinsam in der Metal-Band Earthrotten.
Obwohl die Gruppe seit 2014 besteht, erschien ihr Debütalbum The Waves Won’t Take Me erst im Januar des Jahres 2017 und wurde in Eigenregie realisiert. Auf diesem Album sind mit Brian Pearl von Marrok, Chris Breetzi und Lukas Eberl drei Gastmusiker zu hören. Bereits im Jahr darauf begannen die Arbeiten an ihrem zweiten Album, welches Aero heißt und im April 2020 herausgegeben wurde.
Im April 2021 wurde bekannt, dass die Gruppe mit einer Nominierung bei den Amadeus Austrian Music Awards in der Kategorie Hard & Heavy bedacht wurden.

## Stil
Die Musik von We Blame the Empire wird als Metalcore mit abwechselndem Schrei- und Klargesang beschrieben. Auf ihrem Debütalbum singen die Musiker überwiegend über den Umgang mit der Natur durch den Menschen. Musikalisch verwenden We Blame the Empire für das Genre üblich viele Breakdowns, die teilweise als Wechselposten zwischen Liedstücken fungieren.
Auf Aero werden naturschutzbezogene Themen um Gesellschaftskritik und persönliche Erfahrungen der Musiker erweitert. Phasenweise sind musikalische Vergleiche zu der britischen Metalcore-Band Architects möglich, während andere Stücke balladeske Post-Hardcore-Strukturen aufweisen. Conny Schiffbauer von Rock Hard beschreibt die Musik des Quartetts als „Metallisierten Modern Hardcore“, der auf „Breakdowns und fette Grooves“ trifft. Dennoch schaffen die Musiker es, sich durch atmosphärische Klänge eine gewisse Eingängigkeit zu kreieren.
Ihre Position zum Tier- und Naturschutz untermauert die Band etwa mit einer Zusammenarbeit mit der Organisation Sea Shepherd. Die Liedtexte werden von allen vier Bandmitgliedern verfasst.

## Diskografie
- 2017: These Waves Won’t Take Me (Album, Animalsmoshharder Records)
- 2020: Aero (Album, Animalsmoshharder Records)
- 2023: Inferno (Album, Animalsmoshharder Records)
- 2024: Neon Inferno feat. Kurt Coma (EP, Animalsmoshharder Records)

## Auszeichnungen und Nominierungen
| Jahr | Auszeichnung                 | Kategorie    | für                 | Resultat   | Quellen |
| ---- | ---------------------------- | ------------ | ------------------- | ---------- | ------- |
| 2021 | Amadeus Austrian Music Award | Hard & Heavy | We Blame the Empire | Nominiert  | [ 6 ]   |
| 2024 | Amadeus Austrian Music Award | Hard & Heavy | We Blame the Empire | Ausstehend | [ 7 ]   |